# 森特勒爾布里奇 (紐約州)
森特勒爾布里奇（英語：Central Bridge）是位於美國紐約州斯科哈里縣的普查規定居民點。

## 人口
根據2020年美國人口普查的數據，森特勒爾布里奇的面積為7.43平方千米，當中陸地面積為7.40平方千米，而水域面積為0.03平方千米。當地共有人口740人，而人口密度為每平方千米99.6人。